# Wolfgang Görl
Wolfgang Görl (* 19. Dezember 1954 in München) ist ein deutscher Journalist, Reporter und Kolumnist.

## Leben
Er wuchs auf in Gräfelfing bei München, besuchte dort das Gymnasium und zeigte schon damals eine starke Vorliebe zur Rockmusik. Nach Abitur und Zivildienst studierte Wolfgang Görl Germanistik und Philosophie an der Ludwig-Maximilians-Universität.
Von 1984 bis 1997 arbeitete er als Redakteur des Starnberger Lokalteils der Süddeutschen Zeitung (München).
Seit 1997 ist er als Reporter für den Münchner Lokalteil der Süddeutschen Zeitung, für die „Seite 3“ und andere Ressorts tätig sowie als Streiflicht-Autor.
Ebenso ist Wolfgang Görl in vielfältiger Weise in der kulturellen Landschaft Münchens engagiert, so z. B. seit 2007 als Gitarrist in Zusammenarbeit mit Wilhelm Raabe (alias Tiger Willi) und in der Oskar-Maria-Graf-Gesellschaft als deren zweiter stellvertretender Vorsitzender.

## Auszeichnung
- Theodor-Wolff-Preis 2005 – Journalistenpreis der deutschen Zeitungen in der Kategorie Lokales,[2]
- Herwig-Weber-Preis 2010 – Preis des PresseClub München[3]

## Werke (Auswahl)

### Publikationen in Buchform
- Wolfgang Görl: Der Prinzregent, die Schöne und das Bier. Münchner Umtriebe. (= Picus Lesereisen), Wien 2005, ISBN 3-85452-907-4.
- Joachim Käppner (Hrsg.), Wolfgang Görl (Hrsg.), Christian Mayer (Hrsg.): München – Die Geschichte der Stadt. (= Süddeutsche Zeitung Bibliothek), München 2008, ISBN 978-3-86615-622-7.
- Ernst Fischer, Dieter Hanitzsch, Wolfgang Görl: Wahnsinns-Wiesn. Letzte Wahrheiten über das Oktoberfest. (= Süddeutsche Zeitung Edition), München 2009, ISBN 978-3-86615-723-1.
- Wolfgang Görl (Hrsg.), Gerald Kleffmann (Hrsg.): Einmal Löwe, immer Löwe. TSV 1860 München – Der weiß-blaue Mythos. München 2010, ISBN 978-3-86615-833-7.

## Artikel (in Auswahl)
- Wozu noch Intellektuelle? (PDF; 162 kB) Rezension über Hauke Brunkhorst: Der entzauberte Intellektuelle. Über die neue Beliebigkeit des Denkens. Hamburg 1990. In: Widerspruch. Nr. 22 (1992), S. 72–74.
- Ästhetik des Nationalen. Rezension über Christoph Menke: Die Souveränität der Kunst. Frankfurt/Main 1991. In: Widerspruch. Nr. 26 (1994), S. 103–106.
- Von der Familie verstoßen. In: Süddeutsche Zeitung. (München), 17. Juni 2004. (prämiert mit dem Theodor-Wolff-Preis 2005 – Journalistenpreis der deutschen Zeitungen)
- Raubzüge eines Rossknechts : wie Hitlers führender Haudrauf Christian Weber Karriere macht und mit Gewalt seine Privatgeschäfte fördert, In: Joachim Käppner (Hrsg.), Wolfgang Görl (Hrsg.), Christian Mayer (Hrsg.): München – Die Geschichte der Stadt. Süddeutsche Zeitung Bibliothek, 2008, ISBN 978-3-86615-622-7, S. 320–323
- Studentenproteste. Von der Besetzung zur Bewegung. In: Süddeutsche Zeitung. 30. November 2009.
- Barnabas' letzte Predigt, (zum Rücktritt von Michael Lerchenberg) Auf: sueddeutsche.de 5. März 2010.
- Die falsche Zeit, der falsche Ort. Für die Überlebenden ist es, als ob es gestern gewesen wäre. In: Süddeutsche Zeitung. 26. September 1980 online auf: hagalil.com
- Joachim Käppner (Hrsg.), Wolfgang Görl (Hrsg.), Christian Mayer (Hrsg.): München – Die Geschichte der Stadt. Süddeutsche Zeitung Bibliothek, München 2008, ISBN 978-3-86615-622-7.
- Wolfgang Görl u. a.: Das Streiflicht. Verdeckte Ermittlungen zwischen Himmel und Hölle. 2000 bis 2004. Süddeutsche Zeitung | Edition, München 2004, ISBN 3-937793-56-9.
- Knorriger Befreier. Zum Tod von Doc Watson, in: Süddeutsche Zeitung, 30. Mai 2012, online verfügbar.
- Späte Rückkehr in die Heimat. Erfolgsautor Herbert Rosendorfer gestorben, in: Süddeutsche Zeitung, 21. September 2012, online verfügbar.
- Schreiben gegen Hitler. Der Journalist Fritz Gerlich bekämpfte das NS-Regime – bis zu seiner Ermordung., in: Süddeutsche Zeitung, 16./17. Dezember 2017, S. R2 (Thema des Tages)
- Der Freistaat Bayern hat Kurt Eisner viel zu verdanken. 100 Jahre Attentat auf Kurt Eisner., in Süddeutsche Zeitung, 22. Februar, 2019 online verfügbar, S. 3
- „Wittelsbachs Stamm blühe ewig!“ In: Süddeutsche Zeitung vom 26./27. September 2020, S. 3.
- Platz machen dem Licht in Verstand und Herz. Lorenz von Westenrieder wurde vor 275 Jahren in eine unruhige Zeit geboren. Als Schriftsteller dürfte er den Münchnern weniger bekannt sein, dabei war er einer der wichtigsten Akteure der Aufklärung in Bayern. In: Süddeutsche Zeitung vom 1. August 2023, S. R4.